# 姫鵬飛
姫 鵬飛（き ほうひ、チー・ペンフェイ、1910年2月2日 - 2000年2月10日）は中華人民共和国の政治家。国務院副総理、外交部部長などを務めた。

## 略歴
本名は姫宏邠（き こうひん）、旧名は吉洛（きっらく）。
1931年、寧都暴動の後紅軍に加入、1933年に中国共産党入党。長征にも参加した古参の党員。軍医の訓練を受け長期にわたって部隊の衛生、政治に携わる。
中華人民共和国成立後は外交部に転じ、外交畑を歩む。東ドイツ初代大使に就任。1955年から外交部副部長、以降は周恩来（1949-58年、外交部長）、陳毅（1958-72年、外交部長）とともに中国外交を支える。
文化大革命中の1972年に死亡した陳毅の代理として外交部長職を代行、後に正式就任（1972-74年）。日本の田中角榮内閣総理大臣の訪中により日中国交正常化が実現した際、田中角榮首相、周恩来首相、大平正芳外相（当時）と共に日中共同声明に署名した。
1979年対外連絡部長、国務院副総理兼秘書長。1982年から国務委員、第5期全国人民代表大会（全人代）常務副委員長兼秘書長。1992年までの10年間、国務院香港マカオ事務弁公室主任、香港特別行政区基本法起草委員会主任として香港・マカオの復帰の事前準備を担当。香港問題に関する英中共同声明調印式にも出席した。また、中国共産党中央顧問委員会では創設から廃止まで常務委員を務めた。
息子の姫勝徳が遠華密輸事件に関与していたこと（死刑判決が出たが、執行が猶予されたのち無期懲役に変更）に関連し、冤罪ゆえの免除を江沢民に要求したがそれを蹴られたため、2000年2月に抗議の服毒自殺をしたといわれている。中国外交の功労者でありながら、これらの理由で彼の葬儀は地味なものになり、2001年10月に出た新華社の死亡記事も非常に簡単なものとなった。2010年2月22日、北京の人民大会堂で「姫鵬飛生誕100周年記念座談会」が開催された。
| 先代陳毅 | 外交部長1972年 - 1974年 | 次代喬冠華 |